# وحيدات الخلية الجليدية المفردة
وحيدات الخلية الجليدية المفردة (الاسم العلمي: Glaciimonas singularis) هي نوع من البكتيريا، سلبية الغرام، تتبع جنس وحيدات الخلية الجليدية.